# Одноцветный кускус
Одноцветный кускус (Phalanger gymnotis) — вид сумчатых семейства поссумы (Phalangeridae).
Вид широко распространён на острове Новая Гвинея на островах Ару, Япен, Мисоол, Салавати (Индонезия). Живёт в первичных и вторичных влажных тропических лесах, а также в культивируемых садах, на высотах от 0 до 2700 метров над уровнем моря. Этот вид необычен тем, что проводит большую часть своего времени на почве и даже имеет земляные норы. Вид всеяден. Самки рожают одного детёныша.
Основными угрозами для вида являются хищничество со стороны диких собак и охота людей ради мяса. Этот вид находится под наибольшим давлением охоты среди кускусов, в отдельных районах из-за этого был полностью истреблен. Проживает во многих природоохранных зонах.